# كأس رابطة الأندية الإنجليزية المحترفة 1962–63
كأس رابطة الأندية الإنجليزية المحترفة 1962–63 (بالإنجليزية: 1962–63 Football League Cup)‏ هو الموسم 3 من كأس رابطة الأندية الإنجليزية المحترفة. أقيم خلال الفترة 3 سبتمبر 1962 وحتى 27 مايو 1963، وأشرف على تنظيمه دوري كرة القدم الإنجليزي، وكان عدد الأندية المشاركة فيه 80، وفاز فيه برمنغهام سيتي.